# Carex vaginata
Espèce
Classification phylogénétique
Carex vaginata est une espèce des plantes du genre Carex et de la famille des Cyperaceae.